# MACTOR
MACTOR est une méthode dont le but est de définir la matrice des alliances, conflits, tactiques et objectifs entre les acteurs d'un projet et de formuler les recommandations associées. C'est un outil de prospective et d'analyse du jeu des acteurs d'un projet. Il cherche à identifier les rapports de force, conflit et synergie potentiels sur un projet. Le but est d'anticiper et de gérer les conflits potentiels afin de sécuriser le déroulement du projet. 

## Description
La méthode MACTOR se décompose en sept phases dont les six premières sont formalisées sous forme de tableau :
1. Définir la matrice acteurs/stratégies.
  - Définir les acteurs du projet analysé [A].
  - Pour chaque acteur, définir ses objectifs, ses motivations, ses intérêts, son influence (hiérarchique ou autre), son relationnel, ses échecs passés…
2. Identifier les enjeux
  - Analyser la matrice acteurs/stratégies et identifier les enjeux stratégiques [E]
  - Pour chaque enjeu stratégique, identifier un ou plusieurs objectifs quantifiables [O]
3. Repérer les convergences et divergences d'acteurs (test de stabilité intrinsèque du projet)
  - Monter le tableau « acteurs vs objectifs »
  - Pour chaque acteur, balayer les objectifs et indiquer s'il est pour (+1), neutre (0) ou contre (-1).
4. Hiérarchiser les convergences et divergences (test de stabilité réelle du projet)
  - Pondérer le tableau précédent en fonction des influences (hiérarchiques ou autres) identifiées dans la matrice acteurs/stratégie
5. Identifier des rapports de forces entre acteurs
  - Construction d'un tableau identifiant les rapports de forces directs et indirects entre les différents acteurs en fonction des données précédemment renseignées.
  - Définir pour chaque acteur sa force.
6. Pondérer les objectifs des acteurs en fonction de leurs forces relatives.
7. Synthétiser les résultats
  - Réunir les tableaux définis aux points 3, 4, 5 et 6.
  - Identifier les évolutions de poids en fonction des critères.
  - Formuler des recommandations permettant de limiter les conflits
    - Jeux de rôles (inverser ponctuellement les rôles entre les différents acteurs)
    - Team-building entre acteurs en conflits